# 津高村
津高村（つだかそん）は、岡山県御津郡にあった自治体である。

## 概要
現在は岡山市北区津高地域北部の栢谷・菅野・吉宗・高野・富吉・三和・日応寺・田原に当たる。
村名はかつて津高郡に属していたことによる。村内は果樹の栽培が盛んに行われ、特に温室ブドウは品質・生産量ともに全国有数であった。

## 合併の経緯
1953年（昭和28年）10月に県の岡山地方事務所長からの提唱により野谷村・馬屋上村・横井村の合併が協議されていたが、横井村の態度が明確でなく岡山市編入の動きがあったため打ち切られた。その後3ヶ村は岡山市編入に全力を上げることにし、その実現の可能性も出てきたが、横井村は一部で編入反対運動が起こったため保留となり、同時に野谷・馬屋上の両村の編入も見送られた。
1954年（昭和29年）8月31日に岡山地方事務所長は「将来岡山市への編入を前提とする3ヶ村合併」か「現状のまま3ヶ村同時編入」かの2案を提示したが、野谷・馬屋上の両村は合併に反対する理由がなかったものの結論が出なかった。1955年（昭和30年）1月27日の協議会で野谷・馬屋上の両村長および議長が再度横井村長に3村合併の申し入れを行ったが、横井村が岡山市編入を希望するものが6割を占めたことから同意が得られなかった。このため2村は将来横井村が参加することを期待しつつ先に合併することになり津高村として発足した。
その後、横井村は岡山市単独編入の見通しがなくなったため改めて当村と協議を行った上で対等合併を行い津高町となった。このため当村の存在期間は約4年と短かった。

## 沿革
- 1955年（昭和30年）3月31日 - 野谷村と馬屋上村が合併して津高村が発足。合併各村の8大字を継承し、役場は栢谷の旧野谷村役場を使用[2]。
- 1959年（昭和34年）2月1日 - 横井村と合併して津高町が発足。同日津高村廃止。

## 行政

### 村長
| 代         | 氏名     | 就任年月日                | 退任年月日                | 備考                                                      |
| ---------- | -------- | ------------------------- | ------------------------- | --------------------------------------------------------- |
| 初         | 小河等隆 | 1955年（昭和30年）4月12日 | 1959年（昭和34年）1月31日 | 前・野谷村長。 津高町発足後も岡山市編入まで町長を務めた。 |
| 参考文献 - |          |                           |                           |                                                           |

## 教育
- 津高村・横井村学校組合立野谷小学校（現・岡山市立野谷小学校）[4]
- 馬屋上小学校（現・岡山市立馬屋上小学校）
- 津高村・横井村学校組合立香和中学校（現・岡山市立香和中学校）

## 交通
東の半田山山麓にあった旧作州街道（津山往来）が1887年（明治20年）に村域の平地に移され県道となり、1921年（大正10年）に国道に編入された。現在は岡山市道伊島町二丁目吉宗線となっている。